# Marcel Rozgonyi
Marcel Rozgonyi (Hoyerswerda, 1976. január 28. –) német labdarúgó, aki magyar állampolgársággal is rendelkezik apja révén.

## Pályafutása
Ifjúsági karrierjét az Energie Cottbus csapatánál töltötte, majd 1995 és 2000 között a Lausitz Hoyerswerda csapatánál töltötte. 2000 nyarán igazolt az 1. FC Magdeburg együtteséhez, ahol 36 mérkőzésen lépett pályára, köztük 4 mérkőzésen szerepelt a német kupában. A szezon végén a csapattal megnyerték a negyedosztályt 7 pontos előnnyel a második VfB Leipzig előtt. 2001 nyarán az Eintracht Frankfurt, a VfB Stuttgart, a HSV Hamburg és a Schalke 04 is szerette volna leigazolni őt, de végül a gelsenkircheni csapat lett a befutó. A Schalke 04 csapatában tétmérkőzésen nem lépett pályára csak a kispadon kapott szerepet. Egy szezon után tovább állt és visszatért a nevelőegyesületéhez az Energie Cottbushoz. 2002. augusztus 17-én bemutatkozott klubjában a Bundesligában a VfL Bochum elleni bajnoki mérkőzésen. A szezon első felében nem kapott sok lehetőséget, majd a második felében alapembere lett klubjának, de mégis tovább állt a szezon után.
2003 nyarán az alacsonyabb osztályú Saarbrücken együttesében, ahol rögtön alapember lett. A szezont a 3. helyen fejezték be és ezért feljutottak a Bundesliga 2-be. A következő szezonban maradt a klubjában és továbbra meghatározó játékos volt. 2005-06-os szezonban visszaesett formája és már nem számított alapembernek a klubnál. A szezon végén elhagyta a csapatot és a Sachsen Leipzig klubjába igazolt. Itt két szezont töltött el, mint alapembere a lipcsei csapatnak. 47 bajnoki mérkőzésen lépett pályára és mindkét szezonjában a 4. helyen végzett a bajnokságban csapatával. 2008 nyarán visszatért az 1. FC Saarbrücken csapatához, ahol az első szezonban bajnoki címet ünnepelhetett az ötödosztályban. A következő szezonban csak 7 bajnokin lépett pályára, miután térdműtéten esett át. Ezek után a szezon végén ismét bajnoki címmel a háta mögött visszavonult az aktív labdarúgástól, majd 6 hónappal később egy rövid ideig az egykori klubja, a Sachsen Leipzig sportigazgatója volt.

## Sikerei, díjai
- 1. FC Magdeburg
  - NOFV-Oberliga Süd (IV): 2000-01
- 1. FC Saarbrücken
  - Oberliga Südwest (V): 2008-09
  - Regionalliga West (IV): 2009-10